# Mehr
Mehr (perzsa betűkkel مهر) az 1925-ben bevezetett, Iránban használatos iráni naptár hetedik hónapja, az első őszi hónap. 30 napos; kezdete többnyire a világszerte használt Gergely-naptár szerinti szeptember 23-ra, utolsó napja pedig október 22-re esik.